# ماری‌بورو، ویکتوریا
ماری‌بورو (به انگلیسی: Maryborough) یک منطقهٔ مسکونی در استرالیا است که در ویکتوریا (استرالیا) واقع شده‌است.